# Zeynab Khanlarova
Zeynab Khanlarova est une chanteuse soviétique et azerbaïdjanaise (soprano), artiste populaire de l'URSS (1980), de l'Azerbaïdjan (1975) et de l'Arménie (1978).

## Biographie
Née le 28 décembre 1936 à Bakou, Zeynab Khanlarova était la plus jeune des cinq enfants de la famille. En 1956, Zeynab Khanlarova est diplômée de l'école pédagogique de Bakou du nom de M.A.Sabir. En 1961, elle est diplômée de l'école de musique de Bakou du nom d'Asaf Zeynally (classe de S.I.Chuchinski) et est devenue soliste du Théâtre académique d'opéra et de ballet d'Azerbaïdjan.
Zeynab Khanlarova était députée du Soviet suprême d'Azerbaïdjan SSR (convocations XI-XII) et de l'Assemblée nationale d'Azerbaïdjan (convocations I-III).

## Carrière musicale
Zeynab Khanlarova a joué le rôle de Leyli dans l'opéra "Leyli et Madjnun", le rôle d'Asli dans l'opéra "Asli et Karam" d'Uzeyir Hadjibeyov, le rôle d'Arabzangi dans l'opéra "Chah Ismayil" de Magomayev et d'autres. En plus de cela, Zeynab Khanlarova a joué avec succès dans le style de musique folk azerbaïdjanaise - mugham. La voix de Zeynab Khanlarova peut être entendue dans des compositions de mugham telles que "Chahnaz", "Gatar", "Bayati Chiraz" et dans beaucoup d'autres. Zeynab Khanlarova était également une chanteuse pop très réussie. Le répertoire de Khanlarova comprend des chansons de compositeurs tels que Tofig Guliyev, Arif Malikov, Alekper Taghiyev, Emin Sabitoglou, Gara Garayev, Fikret Amirov et de nombreux autres compositeurs de premier plan. Khanlarova a joué avec succès des chansons en russe, arménien, ukrainien, moldave, géorgien, persan, arabe, chinois, indien, turc et dans de nombreuses autres langues. Zeynab Khanlarova a donné des concerts en Russie, Ukraine, Lettonie, Moldavie, Biélorussie, Kazakhstan, Ouzbékistan, Turkménistan, Inde, Chine, Iran, Irak, Egypte, Israël, Turquie, Géorgie, Arménie, Bulgarie, Allemagne, Pologne, Hongrie, Autriche, Finlande , Suède et République tchèque.

## Prix et titres
- Artiste du peuple de la RSS d'Azerbaïdjan (1975)
- Artiste du peuple de la RSS d'Arménie (1978)
- Artiste du peuple de l'URSS (1980)
- Prix d'État de la RSS d'Azerbaïdjan (1985)
- Ordre de Chohrat d'Azerbaïdjan[3]